# Щучья заводь
Щучья заводь — ландшафтный заказник местного значения. Находится в Волновахском районе Донецкой области между сёлами Ялта и Запорожье. Статус заказника присвоен решением Донецкого областного совета от 11 сентября 2000 года. № 3/15-353. Площадь — 27 га. Территория заказника представляет собой типичное для этой местности водно-болотное угодье.